# ثورة الزهور
ثورة الزهور ( باللغة الجورجية:ვარდების რევოლუცია) هي ثورة ناعمة أطاحت بنظام الرئيس الجورجي السابق إدوارد شيفردنادزه المدعوم من موسكو، وأوصلت ميخائيل ساكاشفيلي المدعوم غربياً وزعيم المعارضة الجورجية سابقاً إلى سدة الرئاسة الجورجية، وكان ميدان الحرية موقعاً لتلك الثورة.
استمرت الاحتجاجات عشرين يومًا من 3 حتى 23 نوفمبر 2003، وأدت الثورة لانتخابات رئاسية وبرلمانية جديدة في جورجيا والتي أنشأت بدورها حزب الحركة الوطنية المتحدة بصفته الحزب المهيمن الحاكم. في أعقاب الثورة الوردية، تبنّت جورجيا سياسة خارجية مؤيدة للغرب وأعلنت أن التكامل الأوروبي والأوروبي الأطلسي أولوية رئيسية لها؛ وقد ساهم هذا التغيير في المسار بنشوب توترات بين جورجيا وروسيا ما تزال مستمرة حتى يومنا هذا.

## العوامل المؤججة

### تجزئة النخبة السياسية
كان حزب اتحاد مواطني جورجيا (سي يو جي) هو الحزب الحاكم خلال معظم فترة رئاسة إدوارد شيفردنادزه ممثلًا مصالح أنصار شيفردنادزه. أدت عدم فعالية الحكومة وانخفاض شعبية النظام إلى انشقاق العديد من نواب البرلمان عن الحزب الحاكم في عام 2000.  تمثلت المجموعة الأولى التي غادرت حزب (سي يو جي) بمجتمع رجال الأعمال الذين مضوا قُدمًا في تشكيل الحزب اليميني الجديد عام 2000. أدى ذلك إلى بداية انهيار الحزب مع انشقاق العديد من مسؤولي الحزب والنواب للانضمام أو تشكيل أحزاب أخرى. استقال إدوارد شيفردنادزه بنفسه من رئاسة حزب (سي يو جي) في سبتمبر 2001. جاءت الضربة الحاسمة بانشقاق ميخائيل ساكاشفيلي (وزير العدل) عن الحزب الحاكم في سبتمبر، وتشكيله لحزب الحركة الوطنية المتحدة المعارض بعد شهر واحد. استمرت عمليات الانشقاق في العامين التاليين تاركةً حزب اتحاد مواطني جورجيا حزبًا أضعف بكثير مع وجود بعض التأييد في مناطق قليلة، وذاع صيت قادة الحزب بتكديسهم للثروات بشكل غير قانوني مستغلين مناصبهم في الحكومة. أبرز تفكك الحزب ضعف نظام شيفردنادزه وتشتّت النخبة السياسية بين عدد من الأحزاب الجديدة والمنصات المستقلة.
سمح انهيار حزب اتحاد مواطني جورجيا، والاستياء العام الواضح جليًا من شيفردنادزه، بتشكيل العديد من الأحزاب الجديدة بعد عام 2000. أظهر الحزب الحاكم السابق ضعفه في الانتخابات المحلية لعام 2002، وخسر بشكل حاسم أمام المستقلين والأحزاب الجديدة. شهدت الانتخابات المحلية حصول المستقلين على 2754 مقعد، إذ حصل الحزب اليميني الجديد على 558 مقعد برلماني. لم يفز حزب اتحاد المواطنين في جورجيا سوى بـ 70 مقعد من بين نحو 4850 مقعد برلماني.
بعد الانتخابات المحلية الكارثية في عام 2002، قام شيفردنادزه بمحاولة مدبرة لإعادة بناء تحالف سياسي قادر على دعمه. أعيد بناء حزب (سي يو جي) قبل الانتخابات البرلمانية في عام 2003، والتي اعتُبرت بمثابة تجربة رئيسية قبل الانتخابات الرئاسية في عام 2005. بيد أن شعبية الرئيس شيفردنادزه انخفضت إلى نحو 5%، الأمر الذي أدى إلى تقويض أي محاولة لإحياء حزب (سي يو جي) تحت قيادته. بالإضافة لذلك، وجد حزب (سي يو جي) الجديد نفسه منقسمًا بين النزاعات الداخلية، ويفتقر إلى القيادة الفعالة لتحل مكان من انشق عنه.

### نشوء المنظمات غير الحكومية
لعبت المنظمات غير الحكومية دورًا هامًا في الثورة الوردية. بحلول نهاية عام 2000، قُدِّر عدد المنظمات غير الحكومية في جورجيا بنحو أربعة آلاف منظمة. وقد جعل القانون المدني لعام 1997 تسجيل أي منظمة غير حكومية أمرًا سهلًا نسبيًا، وكانت هذه المنظمات تعمل في جورجيا بقليل من القيود. رغم أن نسبة صغيرة فقط على الأرجح من هذه المنظمات كانت ذات تأثير على الحكومة أو أنها نجحت في ممارسة الضغط على صناعة القرار، كان للعديد منها تأثير إيجابي في البرلمان. في حين كانت المشاركة العامة في هذه المنظمات غير الحكومية منخفضة نسبيًا، فقد نجحت في نهاية المطاف بحشد السكان للعب دور أكثر نشاطًا في الحكومة. اثنتان من أهم هذه المنظمات هما الجمعية الجورجية للمحامين الشباب ومعهد الحرية، وكلا المنظمتان كانتا نشطتين في تعزيز حقوق الإنسان وتشريعات حرية المعلومات قبل الثورة الوردية.
سمح شيفردنادزه بتطوير المنظمات غير الحكومية قبل الثورة الوردية، وتمكنت العديد من المنظمات غير الحكومية الكبيرة وغير المقيدة نسبيًا من العمل في جورجيا قبل الانتخابات البرلمانية في عام 2003. مكّن اقتصاد جورجيا الضعيف هذه المنظمات غير الحكومية الممولة جزئيًا من جهات أجنبية في أغلب الأحيان من دفع رواتب لائقة لم تكن متاحة في سوق العمل في جورجيا. في صيف عام 2002، كان هناك قلق كبير لدى قادة المنظمات غير الحكومية الأكثر نفوذًا في جورجيا إزاء عدم استعداد شيفردنادزه للتخلي عن السلطة طواعيةً، وقد يكون من الضروري أيضًا إيجاد سبل أخرى لإزاحته عن السلطة. أَمِلَ بعض هؤلاء القادة في إعادة تطبيق «السيناريو الصربي» في جورجيا، بمعنى أنهم كانوا يريدون تشجيع الاحتجاجات السلمية لفرض استقالة زعيم استبدادي. قبل الثورة الوردية، كانت توجد بالفعل شبكة كبيرة من المنظمات غير الحكومية في البلد مدعومة ماليًا من جهات أجنبية يمكنها فيما بعد تنسيق الاحتجاجات.

### الدعم الخارجي
تراجع الدعم الخارجي لنظام شيفردنادزه بين عامي 2000 و2003، إذ دعت شخصيات بارزة بشكل علني إلى انتقال أكثر ديمقراطية للسلطة. ضمّت هذه الشخصيات جورج سوروس، وريتشارد مايلز (سفير الولايات المتحدة في جورجيا)، وحلفاء إدارة بوش، بما في ذلك زيارة قام بها جيمس بيكر (وزير الخارجية الأمريكي السابق) الذي ضغط على شيفردنادزه لقبول منهجية تجميع الأصوات الموازي وضغط من أجل معايير انتخابات حرة.
في السنوات الثلاث التي سبقت الثورة الوردية، بدأ الدعم المالي الأجنبي للنظام يصبح محدودًا للغاية. عوضًا عن ذلك، قدمت الدول والمنظمات الأجنبية المساعدات المالية للمنظمات غير الحكومية وأحزاب المعارضة داخل جورجيا، الأمر الذي أدى إلى تفاقم حالة الميزانية البائسة لحكومة شيفردنادزه. وقد أعلنت الولايات المتحدة عن تخفيض المساعدات بالتزامن مع قرار صندوق النقد الدولي (آي إم إف) بتعليق المساعدات لجورجيا. مع تدهور الدعم الدولي للنظام (وخاصة من الغرب)، تزايدت التصورات العامة للضعف السياسي لشيفردنادزه. أتت المصادر الهامة لتمويل المنظمات غير الحكومية ومنظمات مراقبة الانتخابات من حكومات وأفراد أجانب. منحت الولايات المتحدة والحكومات والأوروبية منظمة الأمن والتعاون في أوروبا (أوه إس سي إي) الأموال لدعم مراقبي الانتخابات الأجانب. أنفقت الوكالة الأمريكية للتنمية الدولية (يو إس إيد) نحو 1.5 مليون دولار لحوسبة قوائم الناخبين في جورجيا. دعمت مؤسسة المجتمع المفتوح (أوه إس آي) - الممولة من قِبل جورج سوروس - ميخائيل ساكاشفيلي إلى جانب  شبكة من المنظمات الداعمة للديمقراطية. بالإضافة إلى ذلك، تكفّلت مؤسسة المجتمع المفتوح بدفع تكاليف عدد من الطلاب الناشطين للذهاب إلى صربيا والتعلم من الصرب الذين ساعدوا في بإطاحة سلوبودان ميلوشيفيتش في عام 2000. عمّم مروجو الديمقراطية الغربية استطلاعات الرأي العام ودققوا بيانات الانتخابات في جميع أنحاء جورجيا.

## وصلات خارجية
- Tinatin Khidasheli, "The Rose Revolution has wilted", International Herald Tribune, Paris, 8 December 2004
- "Georgia's Rose Revolution: A Participant's Perspective" معهد السلام الأمريكي Report, July 2006
- Dan Jakopovich, The 2003 "Rose Revolution" in Georgia: A Case Study in High Politics and Rank-and-File Execution, Debatte: Journal of Contemporary Central and Eastern Europe, August, 2007.
- HumanRights.ge — daily updated online magazine and web portal on human rights in Georgia
- Michael Barker, "Regulating revolutions in Eastern Europe: Polyarchy and the National Endowment for Democracy", 1 November 2006